# 阿拉希納
15°13′39″N 8°44′25″W / 15.22750°N 8.74028°W
阿拉希納（法語：Allahina），是馬里的城鎮，位於該國西部，由庫利科羅區的納拉省負責管轄，面積1,551平方公里，2009年人口11,673，人口密度為每平方公里7.5人。